# Botafogo Futebol Clube (PB)
|  | Aquest article tracta sobre el club de João Pessoa. Vegeu-ne altres significats a «Botafogo (desambiguació)». |

El Botafogo Futebol Clube és un club de futbol brasiler de la ciutat de João Pessoa a l'estat de Paraíba.

## Història
El 28 de setembre de 1931, el club va ser fundat al barri de Cristo Redentor de João Pessoa, per Beraldo de Oliveira, Manoel Feitosa, Livonete Pessoa, José de Melo, Edson de Moura Machado i Enock Lins, tots ells seguidors del Botafogo de Rio de Janeiro. Beraldo de Oliveira fou escollit primer president. El 1936 guanyà el seu primer títol, el Campeonato Paraibano. En total ha guanyat 26 campionat fins al 2013.

## Palmarès
- Campeonato Brasileiro Série D:
  - 2013
- Campionat paraibano:
  - 1936, 1937, 1938, 1944, 1945, 1947, 1948, 1949, 1953,1954, 1955, 1957, 1968, 1969, 1970, 1975, 1976, 1977, 1978, 1984, 1986, 1988, 1998, 1999, 2003, 2013
- Torneio Início do Campeonato Paraibano: 
  - 1937, 1940, 1941, 1946, 1949, 1967, 1970, 1978, 1979, 1981, 1989, 1991, 1992

## Estadi

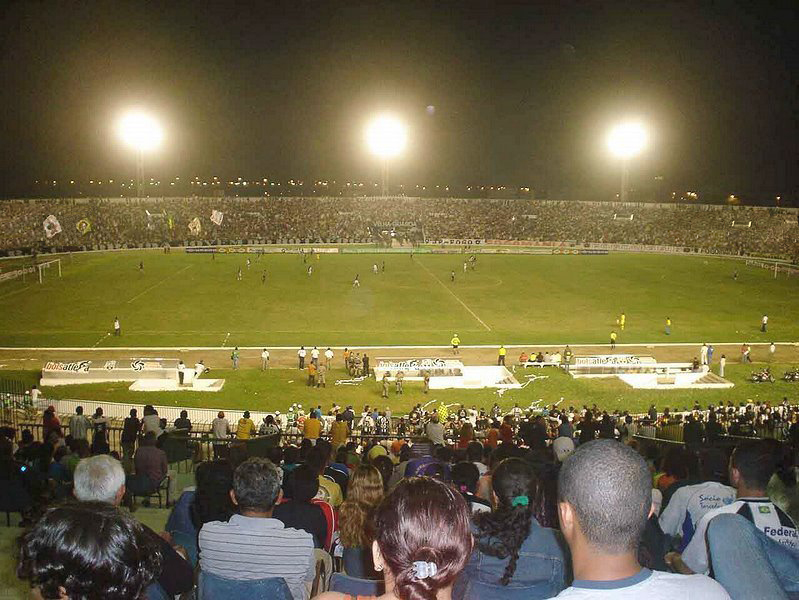
Estadi José Américo de Almeida Filho.

Botafogo disputa els seus partits com a local a l'estadi Almeidão, amb capacitat per a 40.000 espectadors. El seu nom oficial és Estadi José Américo de Almeida Filho. El camp d'entrenament s'anomena CT Maravilha do Contorno.

## Rivals
Els principals rivals del Botafogo són Treze, Campinense i Auto Esporte. El derbi de João Pessoa entre Botafogo i Auto Esporte s'anomena Botauto.